# Бёртуистл, Харрисон
Харрисон Бёртуистл (Бёртуисл) (англ. Harrison Birtwistle; 15 июля 1934[…], Аккрингтон, Ланкашир — 18 апреля 2022, Мир, Юго-Западная Англия) — британский композитор.

## Биография
Учился в Королевском музыкальном колледже в Манчестере, затем в Королевской академии музыки в Лондоне, с 1965 — в США. В 1975—1983 — музыкальный директор Королевского национального театра в Лондоне. В 1994—2001 — профессор композиции в Кингс-колледже в Лондоне, где его сменил Джордж Бенджамин.

## Творчество
Испытал влияние Стравинского и Мессиана, Вареза и Айвза. Музыкой Бёртуистла были заинтересованы дирижёры со всего мира. Такие как Пьер Булез, Даниэль Баренбойм, Эльгар Говард, Кристоф фон Донаньи, Оливер Кнуссен, сэр Саймон Рэттл, Петер Этвёш, Франц Вельзер-Мёст и сэр Антонио Паппано.

## Признание
Кавалер Ордена искусств и литературы (1986), возведён в рыцарское достоинство (1988), ему пожалован Орден Кавалеров Чести (2001). Премия Гравемайера (1987, за оперу «Маска Орфея»). Премия Эрнста Сименса (1995).
Почётный доктор музыки Оксфорда (2014).

## Произведения
- Refrains and Choruses, струнный квинтет (1957)
- Punch and Judy, опера (1967)
- Nenia: The Death of Orpheus (1970)
- The Triumph of Time для оркестра (1971)
- Grimethorpe Aria для духового оркестра (1973)
- Silbury Air для камерного оркестра (1976—1977)
- «Маска Орфея», опера (1984)
- Earth Dances для оркестра (1986)
- Harrison’s Clocks для фортепиано (1998)
- Gawain, опера (1990)
- Antiphonies для фортепиано и оркестра (1992)
- The Second Mrs. Kong, опера (1994)
- Panic, для альт-саксофона, джаз-барабанов и оркестра (1995)
- The Last Supper, опера (2000)
- Tenebrae David для духового оркестра (2001)
- Pulse Shadows, медитация для сопрано, струнного квартета и камерного ансамбля на стихи П.Целана (2002, премия Граммофон)
- Theseus Game для большого оркестра и двух дирижёров (2003)
- 26 Orpheus Elegies для гобоя, арфы и контртенора (2003—2004)
- The Io Passion, камерная опера (2004)
- Night’s Black Bird для оркестра (2004)
- Cantus Iambeus для тринадцати инструментов (2005)
- Crowd для арфы соло (2005)
- Song of Myself для баритона, контрабаса и перкуссии (2006)